# Moliònides

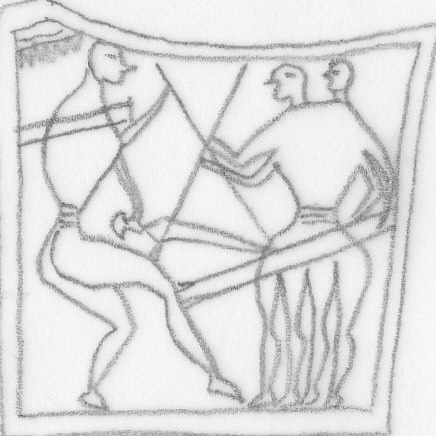
Possible representació primitiva dels Moliònides (Bronze)

Segons la mitologia grega, els Moliònides són la denominació conjunta dels germans Èurit i Ctèat, fills de Posidó i de Molíone, adoptats per Àctor, germà d'Augias.
La tradició explicava que havien nascut d'un ou de plata, com el que havia albergat els fills de Leda. Algunes vegades se'ls considera un únic personatge monstruós, amb dos caps i un únic cos. A la Ilíada, on apareixen per primera vegada, es diu que són dos herois, d'estatura i força considerable, però humans.
Nèstor, havia lluitat contra ells en la seva joventut, durant la lluita dels epeus de l'Èlida contra Neleu, el seu veí. Va estar a punt de matar-los, però Posidó els va salvar quan els va envoltar amb un núvol.
Van auxiliar el seu oncle Augias quan Hèracles el va atacar. D'acord amb una versió, en el combat que hi va haver van ferir mortalment Íficles, germà d'Hèracles, aprofitant que l'heroi estava malalt, i per això Hèracles se'n va venjar al cap de tres anys, parant-los una emboscada, quan anaven a un banquet en honor de Posidó.
Els Moliònides estaven casats amb dues filles de Dexamen: Teronice i Terèfone, amb les que van tenir dos fills, Amfímac i Talpi, que a la guerra de Troia comanaven les forces dels epeus.